# Бізань-щогла

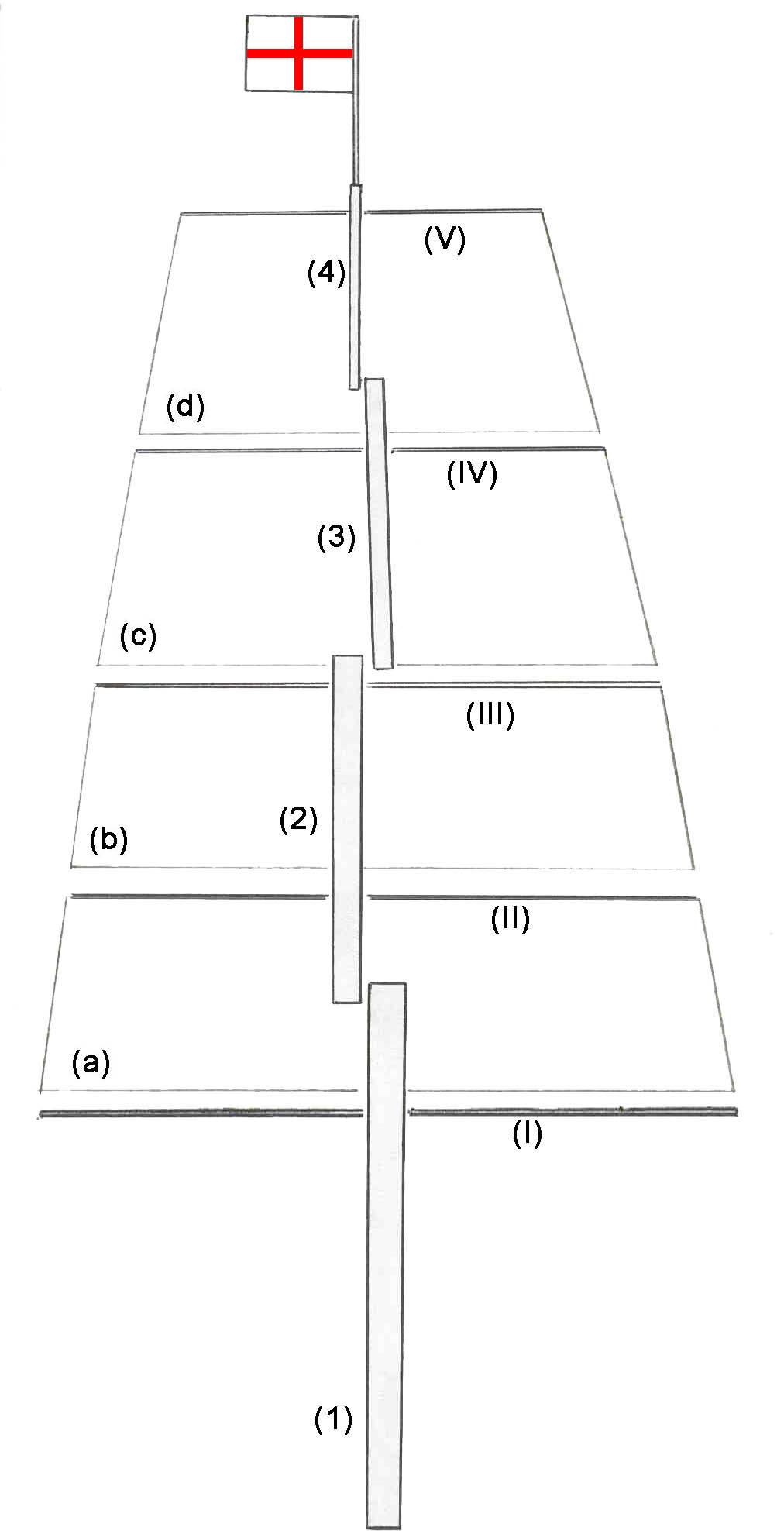
Схема складеної бізань-щогли з прямим вітрильним озброєнням:
1- колона щогли, 2 — крюйс-стеньга, 3- крюйс-брам-стеньга, 4 — крюйс-бом-брам-стеньга
I — бегін-рея, II — нижня крюйс-марса-рея, III — верхня крюйс-марса-рея, IV — крюйс-брам-рея, V — крюйс-бом-брам-рея
a — нижній крюйсель, b — верхній крюйсель, c — крюйс-брамсель, d — крюйс-бом-брамсель

Біза́нь-що́гла — третя щогла на судні, лічачи з носа (на деяких суднах друга чи четверта). На вітрильних суднах служить для несення прямої чи косої бізані, а також деяких інших вітрил.

## Назва
Назва «бізань-щогла» є півкалькою нід. bezaansmast, нім. Besanmast (через рос. бизань-мачта), де елемент bezaan через ісп. mesana і порт. mezana сходить до лат. medianus («середній»).
До назв складових рангоуту, такелажу і вітрильного озброєння бізань-щогли, розташованих нижче крюйс-марса, додається елемент бізань- (бізань-рея, бізань-рю, бізань-гафель, бізань-гік), до назв складових, розташованих вище марса, — елемент крюйс- (крюйс-марсель, крюйс-брамсель, крюйс-топсель, крюйсель-рея, крюйс-брам-рея тощо). Крюйс-марсель скорочено йменується крюйселем. Елемент крюйс- походить з німецької або нідерландської мови, де Kreuz (kruis) означає «хрест», а Kreuzmast (kruismast) — «задня щогла». Такою назвою щогла зобов'язана брасам своїх рей, що йдуть хрестоподібно (від лівих ноків до правих вант грот-щогли і від правих ноків до лівих вант). У Німеччині з XIX століття «бізань-щоглою» (Besanmast) називається тільки «суха» задня щогла (з косими вітрилами), у той час як щодо задньої щогли з прямими вітрилами вживається термін Kreuzmast. Крім того, словом Kreuzmast називають третю щоглу чотирищоглового барка (другу грот-щоглу), хоча браси її рей ідуть не хрестоподібно, а прямо до бізань-щогли. Така само термінологія існує і в нідерландській мові (відповідно bezaanmast і kruismast). До XIX століття елементи Besan і Kreuz були синонімами.
Рея для несення нижнього вітрила (бізані) на бізань-щоглі називається бізань-реєю, у разі використовування латинського вітрила вживається також назва бізань-рю, а рея для прямої бізані в цьому випадку називається зазвичай бегін-реєю (нід. begine, нім. Bagienrah, можливо, назва пов'язана з бегінками, що мало асоціюватися із «самотою» реї, відсутністю на ній вітрила).

## Опис
Використовування третьої щогли засвідчено на великих давньогрецьких і римських кораблях (трієрах).
На великих галеонах XVI століття встановлювалася друга бізань (четверта щогла, лічачи з носа) — бонавентур-щогла (від фр. bon aventure — «добра пригода»). Як правило, мала латинське озброєння і меншу порівняно з бізанню висоту.
Як правило, бізань є третьою з носа щоглою (перші дві йменуються фок-щоглою і грот-щоглою). Проте, на деяких двощоглових суднах (кечах, йолах) кормова щогла йменується бізанню, оскільки вона значно нижче передньої (грот-щогли). На йолах бізань винесена дуже далеко за корму (за балер стерна): з метою підвищити керованість судна. На семищогловій шхуні «Томас В. Лоусон» на момент побудови бізанню називалася третя з носа щогла, після спуску на воду назву перенесли на четверту щоглу, потім назву повернули третій (в останні місяці щогли йменовалися за днями тижня, таким чином третя щогла називалася «вівторок»). На деяких чотирищоглових суднах останню щоглу називають джи́гер-щоглою (англ. jigger-mast), так само іноді називається кормова щогла на двощоглових суднах, розташована позаду балера стерна.
На барках бізань-щогла, на відміну від решти щогл, має косе вітрильне озброєння.

Бізань-щогли
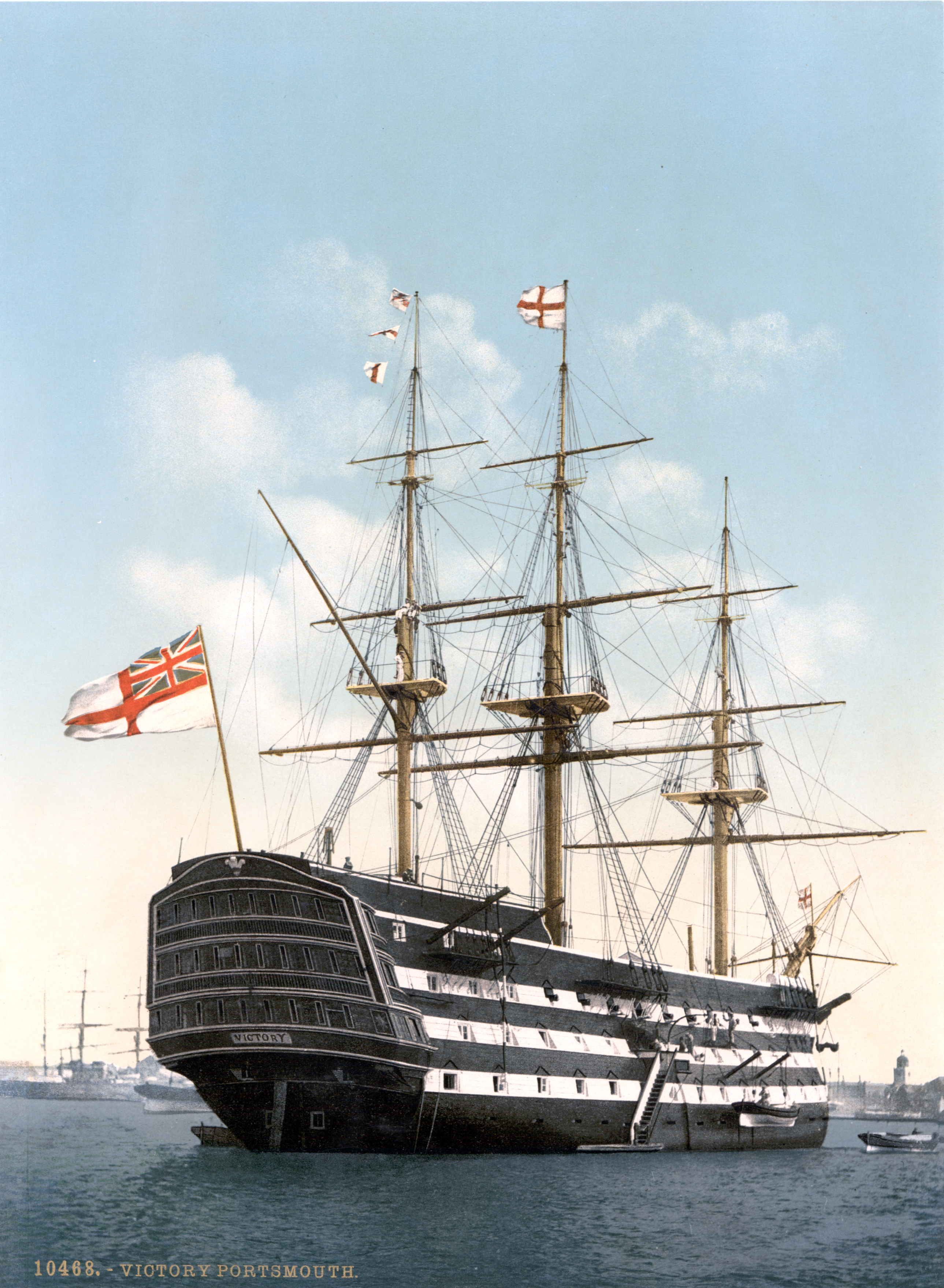
Бізань-щогла корабля Victory з бізань-гафелем і бегін-реєю
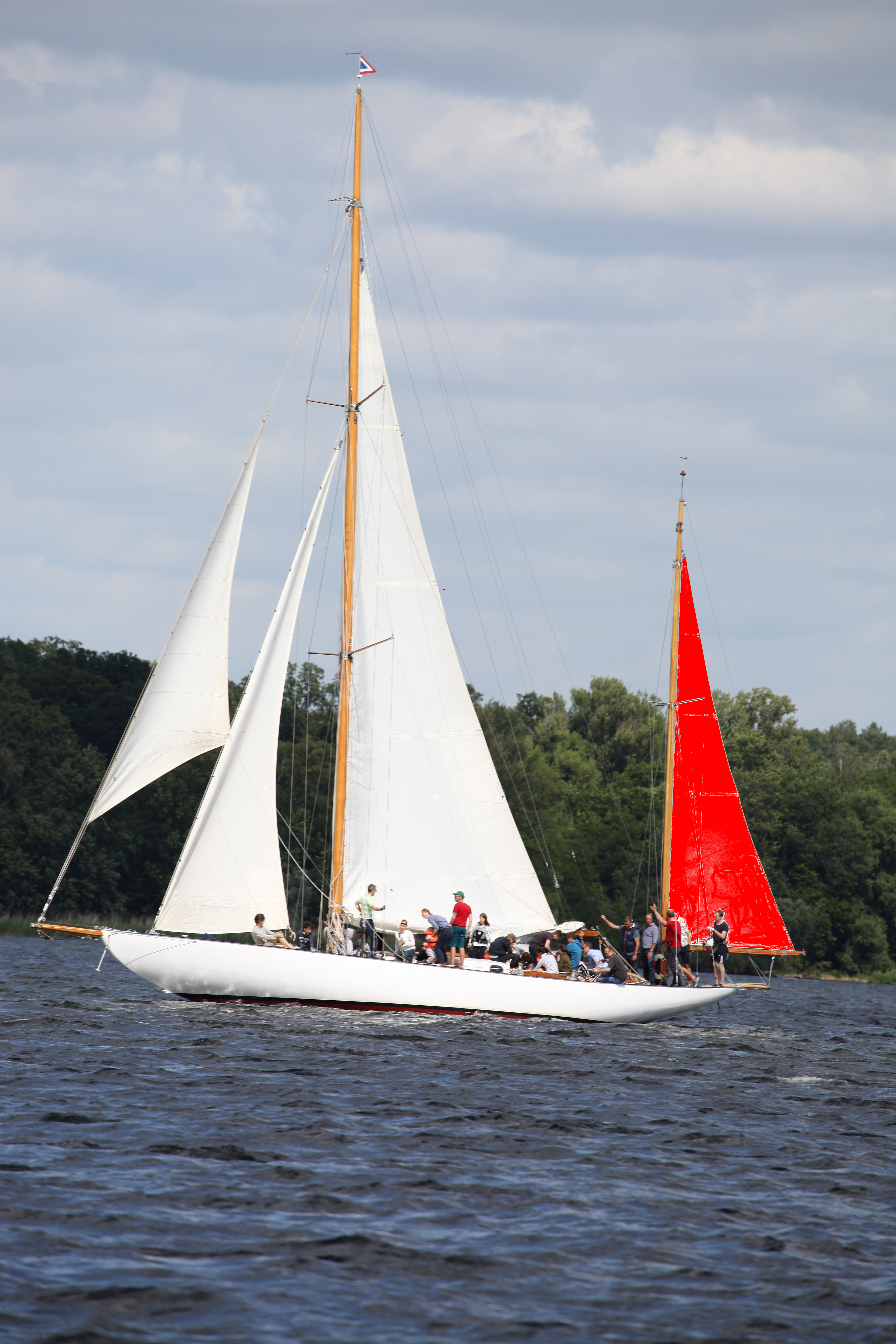
Бізань-щогла бермудського йола
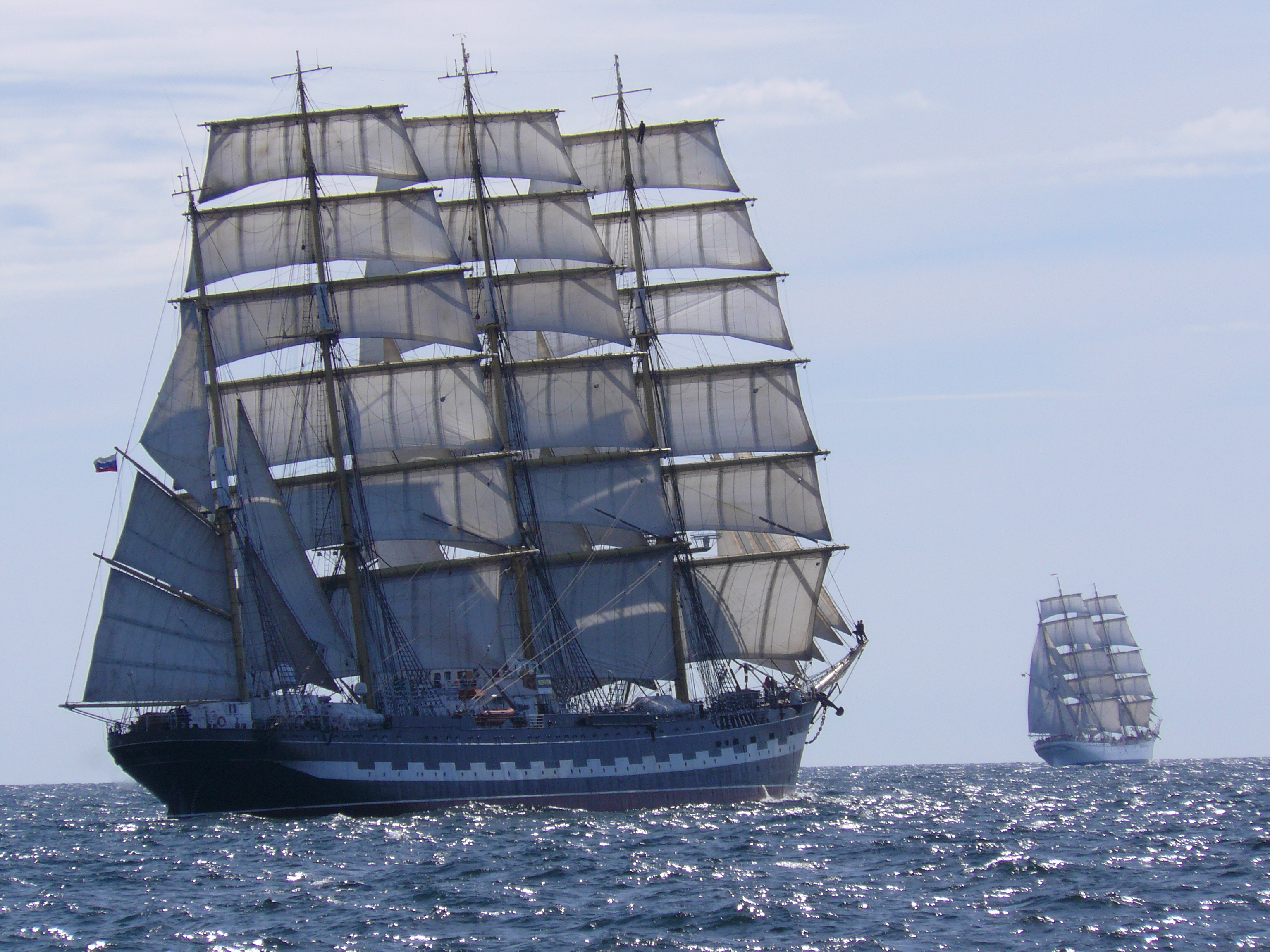
На чотирищогловому барку «Крузенштерн» бізань-щогла є четвертою з носа
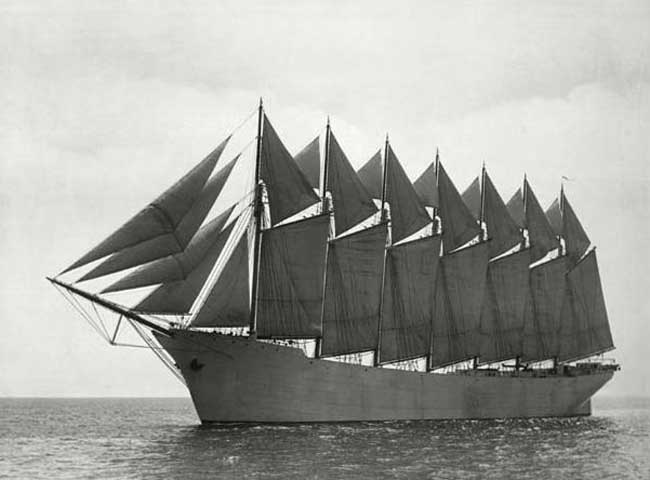
Назву бізані на шхуні Thomas W. Lawson почергово носили третя і четверта щогли